# نيلي لاندري
نيلي لاندري (بالفرنسية: Nelly Adamson)‏ مواليد 27 ديسمبر 1916 في بروج - الوفاة 11 فبراير 2010، كانت لاعبة كرة مضرب فرنسية. كما أنها إحدى بطلات الجراند سلام. أعلى تصنيف لها في الفردي كان المركز الـ 7 في سنة 1946.

## النهائيات

### الفردي (الألقاب 1, الوصافة 2)
| الحصيلة | السنة | البطولة                  | المنافس               | النتيجة       |
| ------- | ----- | ------------------------ | --------------------- | ------------- |
| الوصافة | 1938  | دورة رولان غاروس الدولية | سيمون ماتيو           | 0–6, 3–6      |
| الفوز   | 1948  | البطولة الفرنسية         | شيرلي فراي ايرفين     | 6–2, 0–6, 6–0 |
| الوصافة | 1949  | البطولة الفرنسية         | مارجريت أوزبورن دوبون | 5–7, 2–6      |

### الزوجي (الوصافة 1)
| الحصيلة | السنة | البطولة                  | الشريك     | المنافس               | النتيجة  |
| ------- | ----- | ------------------------ | ---------- | --------------------- | -------- |
| الوصافة | 1938  | دورة رولان غاروس الدولية | أرليت هارف | سيمون ماتيو بيلي يورك | 6–3, 6–3 |

## الخط الزمني للفردي
مفتاح
| ف | ن | ن.ن | ر.ن | د# | د.م | ل | أ.أ | ت | غ | ب | ف | ذ | م.خ | ل.ت |

(ف) فاز بالبطولة (ن) وصل النهائي (ن.ن) نصف النهائي (ر.ن) ربع النهائي (د#) الأدوار الأربعة الأولى (د.م) دور المجموعات (ل) شارك في كأس ديفيز (أ.أ) خرج من الأدوار الاولى (ت) خسر التصفيات التأهيلية (غ) غاب عن الحدث أو البطولة (ب) حصل على ميدالية برونزية (ف) حصل على ميدالية فضية (ذ) حصل على ميدالية ذهبية (م.خ) بطولة الماسترز خُفضت إلى مرتبة أقل (ل.ت) البطولة لم تعقد في السنة المعينة.
لتجنب الارتباك وازدواجية الحساب، يتم تحديث هذه المعلومات إما في نهاية البطولة، أو عندما تكون مشاركة اللاعب في البطولة قد انتهت.
| الدورة             | 1933  | 1934  | 1935  | 1936  | 1937  | 1938  | 1939  | 1940  | 1941 - 1944 | 1945  | 19461 | 19471 | 1948  | 1949  | 1950  | 1951  | 1952  | 1953  | 1954  | إجمالي ف/م |
| ------------------ | ----- | ----- | ----- | ----- | ----- | ----- | ----- | ----- | ----------- | ----- | ----- | ----- | ----- | ----- | ----- | ----- | ----- | ----- | ----- | ---------- |
| البطولة الأسترالية | غ     | غ     | غ     | غ     | غ     | غ     | غ     | غ     | ل.ت         | ل.ت   | غ     | غ     | غ     | غ     | غ     | غ     | غ     | غ     | غ     | 0 / 0      |
| البطولة الفرنسية   | غ     | د2    | د3    | ر.ن   | غ     | ن     | غ     | ل.ت   | R           | غ     | ر.ن   | غ     | ف     | ن     | غ     | غ     | غ     | ر.ن   | ن.ن   | 1 / 9      |
| بطولة ويمبلدون     | د1    | د2    | د1    | د4    | غ     | غ     | غ     | ل.ت   | ل.ت         | ل.ت   | غ     | غ     | ر.ن   | د3    | غ     | غ     | د4    | د4    | د2    | 0 / 9      |
| البطولة الأمريكية  | غ     | غ     | غ     | غ     | غ     | غ     | غ     | غ     | غ           | غ     | غ     | غ     | د3    | غ     | غ     | غ     | د1    | غ     | غ     | 0 / 2      |
| م.ف                | 0 / 1 | 0 / 2 | 0 / 2 | 0 / 2 | 0 / 0 | 0 / 1 | 0 / 0 | 0 / 0 | 0 / 0       | 0 / 0 | 0 / 1 | 0 / 0 | 1 / 3 | 0 / 2 | 0 / 0 | 0 / 0 | 0 / 2 | 0 / 2 | 0 / 2 | 1 / 20     |

- إجمالي ف / م = إجمالي الفوز والمشاركة